# 吉田萬
吉田 萬（よしだ ばん、旧芸名：吉田 慎之介、1968年6月20日 - ）は、日本の俳優、声優。タイムリーオフィス所属。埼玉県出身。

## 出演

### テレビドラマ
NHK
- タイムスクープハンター（青木屋清兵衛）
- あぐり

TBS
- プロデューサーになりたい（記者）
- 逆転の夏（警部補）
- 月曜ミステリー第三の時効（吉田刑事）
- 長く孤独な誘拐（捜査員）
- 月曜ミステリー囚人のジレンマ（鵜崎）
- 月曜ゴールデン特別企画二重裁判（裁判官）
- 獣医ドリトル（記者）

フジテレビ
- 危険な関係（刑事）

テレビ朝日
- 歌のおにいさん（小松原）

日本テレビ
- 東京ワンダーホテル（バーテンダー）
- あの日にかえりたい?東京キャンティ物語（給仕）
- 赤川次郎原作 毒<ポイズン>（記者）

テレビ東京
- かりゆし先生ちばる!（片岡）

### 映画
- アンテナ（ニュースキャスター）

### 吹き替え
- 朱蒙（トンソン）

### CM
- サークルKサンクス ATMバンクタイム
- キッコーマン（ほんつゆ）
- TOKYO MARUI「夢の鉄道ワールド」篇
- NTTドコモ「ワールドウイング世界のあちこちで」篇（サラリーマン）
- 森永チョコボール「ただいま」篇（夫）

### その他
- Drama Collection 2006 「山田君、国会へ行く。」主役（前島良行演出）